# Sam Tomkins
Pour les articles homonymes, voir Tomkins.

a Compétitions nationales et continentales officielles uniquement.

b Matchs officiels uniquement.
Sam Tomkins, né le 23 mars 1989 à Milton Keynes, est un joueur de rugby à XIII international anglais évoluant au poste d'arrière, de demi d'ouverture ou de demi de mêlée dans les années 2010 et 2020.

## Carrière
Pratiquant le rugby à XIII dès son enfance, il fait ses débuts professionnels aux Warriors de Wigan au début de l'année 2008 en Challenge Cup (Coupe d'Angleterre). Il devient titulaire dans son club en 2009 et dès cette première saison complète figure dans l'équipe type de la Super League au poste de demi d'ouverture et remporte le trophée de meilleur jeune de la Super League, enfin il fait ses débuts en équipe d'Angleterre lors du tournoi des Quatre Nations. Repositionné au poste d'arrière en 2010 à Wigan par Michael Maguire, il remporte le titre de Super League ainsi qu'en 2013, et une Coupe d'Angleterre en 2011 et 2013. En 2012, il est désigné meilleur joueur de la Super League et dispute avec l'Angleterre la demi-finale de la Coupe du monde 2013 perdue contre la Nouvelle-Zélande.
À la suite du doublé Super League-Challenge Cup de 2013 avec Wigan, Tomkins s'exile en Nouvelle-Zélande dans le club des Warriors de New Zealand pour y jouer la National Rugby League. Il est alors le plus gros transfert de l'histoire du rugby à XIII pour 700 000 livres sterling. Il y dispute deux saisons, une première année réussie malgré une non qualification en phase finale, une seconde année compliquée en raison de nombreuses blessures. Il décide finalement de revenir à Wigan en 2016 en raison du mal du pays.
Il prend part en 2016 au titre de Super League remporté par Wigan, sans toutefois participer à la finale et à une partie de la saison en raison de blessures. En 2017, il rate le début de saison mais redevient titulaire à son retour, insuffisant pour qualifier Wigan aux demi-finales. Il entame en 2018 sa troisième saison à Wigan mais annonce en mai 2018 son arrivée pour la saison 2019 dans le club français des Dragons Catalans. Ses frères, Joel Tomkins et Logan Tomkins, sont également joueurs de rugby à XIII.
Son aura dépasse le cadre du rugby à XIII car il participe en 2012 à une rencontre de rugby à XV avec les Barbarians en 2011 contre l'Australie où il y marque même un essai.

## Palmarès

### Collectif
- Vainqueur de la Super League : 2010, 2013, 2016 et 2018 (Wigan).
- Vainqueur de la Challenge Cup : 2011 et 2013 (Wigan).
- Finaliste de la Super League : 2021 et 2023 (Dragons Catalans).
- Finaliste de la Challenge Cup : 2017 (Wigan).

### Individuel
- Man of Steel Award : 2012 (Wigan) et 2021 (Dragons Catalans).
- Albert Goldthorpe Medal : 2010 (Wigan).
- Meilleur marqueur d'essais de la Super League : 2011 et 2012 (Wigan)
- Sélection en équipe de rêve de la Super League : 2009, 2010, 2011, 2012, 2013 (Wigan) et 2021 (Dragons Catalans)

### Statistiques
| Saison | Saison               | Championnat           | Championnat | Championnat | Championnat | Championnat | Championnat | Championnat | Coupe         | Coupe      | Coupe | Coupe | Coupe | Coupe | Coupe | Sélection | Sélection | Sélection | Sélection | Sélection | Sélection | Sélection |
| Saison | Saison               | Comp.                 | Class.      | M           | Pts         | Ess.        | Buts        | Dp.         | Comp.         | Class.     | M     | Pts   | Ess.  | Buts  | Dp.   | Comp.     | M         | Pts       | Ess.      | Buts      | Dp.       |           |
| ------ | -------------------- | --------------------- | ----------- | ----------- | ----------- | ----------- | ----------- | ----------- | ------------- | ---------- | ----- | ----- | ----- | ----- | ----- | --------- | --------- | --------- | --------- | --------- | --------- | --------- |
| 2008   | Wigan Warriors       | Super League          | 1/2 finale  | 0           | -           | -           | -           | -           | Challenge Cup | 1/4 finale | 0     | -     | -     | -     | -     |           |           |           |           |           |           |           |
| 2009   | Wigan Warriors       | Super League          | 1/2 finale  | 23          | 49          | 12          | -           | 1           | Challenge Cup | 1/2 finale | 4     | 12    | 3     | -     | -     | QN        | 4         | 12        | 3         | -         | -         |           |
| 2010   | Wigan Warriors       | Super League          | Champion    | 31          | 64          | 15          | 2           | -           | Challenge Cup | 1/4 finale | 3     | 28    | 6     | 2     | -     | QN        | 4         | 16        | 4         | -         | -         |           |
| 2011   | Wigan Warriors       | Super League          | 1/2 finale  | 28          | 122         | 28          | 5           | -           | Challenge Cup | Vainqueur  | 5     | 20    | 5     | -     | -     | QN        | 5         | 20        | 5         |           |           |           |
| 2012   | Wigan Warriors       | Super League          | 1/2 finale  | 26          | 158         | 29          | 21          | -           | Challenge Cup | 1/2 finale | 4     | 38    | 7     | 5     | -     |           | 2         | 16        | 4         | -         | -         |           |
| 2013   | Wigan Warriors       | Super League          | Champion    | 21          | 92          | 23          | -           | -           | Challenge Cup | Vainqueur  | 5     | 44    | 11    | -     | -     | CM        | 5         | -         | -         | -         | -         |           |
| 2014   | New Zealand Warriors | National Rugby League | 9e          | 24          | 52          | 13          | -           | -           |               |            |       |       |       |       |       | QN        | 3         | 4         | 1         |           |           |           |
| 2015   | New Zealand Warriors | National Rugby League | 16e         | 13          | 4           | 1           | -           | -           |               |            |       |       |       |       |       |           |           |           |           |           |           |           |
| 2016   | Wigan Warriors       | Super League          | Champion    | 14          | 24          | 6           | -           | -           | Challenge Cup | 1/2 finale | 2     | 4     | 1     | -     | -     |           |           |           |           |           |           |           |
| 2017   | Wigan Warriors       | Super League          | 6e          | 12          | 22          | 5           | 1           | -           | Challenge Cup | Finaliste  | 3     | 2     | -     | -     | 2     |           |           |           |           |           |           |           |
| 2018   | Wigan Warriors       | Super League          | Champion    | 28          | 242         | 11          | 96          | 6           | Challenge Cup | 1/4 finale | 2     | 12    | 1     | 4     | -     |           | 2         | 6         | 1         | 1         | -         |           |
| 2019   | Dragons Catalans     | Super League          | 7e          | 24          | 189         | 9           | 76          | 1           | Challenge Cup | 1/4 finale | 2     | 2     | -     | 1     | -     |           |           |           |           |           |           |           |
| 2020   | Dragons Catalans     | Super League          | 1/2 finale  | 12          | 22          | 5           | 2           | -           | Challenge Cup | 1/4 finale | 1     | -     | -     | -     | -     |           |           |           |           |           |           |           |
| 2021   | Dragons Catalans     | Super League          | Finaliste   | 20          | 45          | 11          | -           | 1           | Challenge Cup | 1/4 finale | 2     | 4     | 1     | -     | -     |           |           |           |           |           |           |           |
| 2022   | Dragons Catalans     | Super League          | 1er tour    | 19          | 115         | 3           | 51          | 1           | Challenge Cup | 1/4 finale | 2     | 7     | -     | 3     | 1     | CM        | 4         | -         | -         | -         | -         |           |
| 2023   | Dragons Catalans     | Super League          | Finaliste   | 22          | 36          | 5           | 7           | 2           | Challenge Cup | 1/8 finale | 1     | -     | -     | -     | -     |           |           |           |           |           |           |           |
| 2024   | Dragons Catalans     | Super League          | 7e          | 6           | 8           | 2           | -           | -           | Challenge Cup | 1/4 finale | -     | -     | -     | -     | -     |           |           |           |           |           |           |           |
| 2025   | Dragons Catalans     | Super League          |             |             |             |             |             |             | Challenge Cup | 1/2 finale | 3     | 18    | 2     | 5     | -     |           |           |           |           |           |           |           |